# تپه گردقاچه
تپه گردقاچه مربوط به هزاره اول قبل از میلاد - سدهٔ ۸–۶ ه.ق است و در شهرستان ارومیه، بخش سیلوانه، دهستان ترگور، ۸۰۰ متری ابتدای روستای گرده بلاج واقع شده و این اثر در تاریخ ۲۵ آبان ۱۳۸۷ با شمارهٔ ثبت ۲۳۵۳۹ به‌عنوان یکی از آثار ملی ایران به ثبت رسیده است.